# 同志社大学体育会サッカー部
同志社大学体育会サッカー部（どうししゃだいがく たいいくかいサッカーぶ）は京都府京田辺市にある同志社大学のサッカークラブである。

## 概要・歴史
1884年（明治17年）創部。1971年に関西学生サッカーリーグ1部初優勝を果たした。
2021年現在、全日本大学サッカー選手権大会には16回、総理大臣杯全日本大学サッカートーナメントには13回、天皇杯 JFA 全日本サッカー選手権大会には9回出場している。

## 主な成績
- 全日本大学サッカー選手権大会
  - 準優勝：1回（1993）
- 関西学生サッカーリーグ1部
  - 優勝：4回（1971, 1986, 1993, 1995）
  - 準優勝：7回 (1968, 1981, 1983, 1989, 1991, 1994, 2011)
- 京都FAカップ京都サッカー選手権大会（兼天皇杯京都府予選）
  - 優勝：2回 (1996, 2006)
  - 準優勝：4回 (2008, 2009, 2010, 2011)

## 主な出身選手
- 神田清雄

1972年度卒
- 今井敬三

1986年度卒
- 財満博文

1987年度卒
- 礒田由和
- 小島伸幸

1990年度卒
- 小杉敏之

1991年度卒
- 佐藤慶明
- 中西哲生

1993年度卒
- 太田裕和

1994年度卒
- 望月慎之
- 西田吉洋

1995年度卒
- 吉田恵
- 前田信弘
- 坂元要介

1996年度卒
- 中村伸

1997年度卒
- 川勝博康

1998年度卒
- 朝比奈伸
- 藤田聡
- 宮本恒靖

1999年度卒
- 桜井啓

2003年度卒
- 橋田聡司

2005年度卒
- 田中淳也

2009年度卒
- 楠神順平

2010年度卒
- 安川有
- 林佳祐
- 荒堀謙次

2011年度卒
- 三浦修

2013年度卒
- 高野純一

2014年度卒
- 宮本龍

2018年度卒
- 白岡ティモシィ
- 吉村弦

2021年度卒
- 敷田唯

2022年度卒
- 岩岸宗志